# ساسنيس (تشيلي)
ساسنيس (بالإسبانية: Cisnes) هي بلدية تقع في تشيلي في إقليم آيسن. يقدر عدد سكانها بـ 4,964 نسمة ومساحتها 15,831.4 كم2 وترتفع عن سطح البحر 2 متر.